# Lars Hougaard Clausen
Lars Hougaard Clausen (født november 1960) er en dansk digter og redaktør. Han er redaktør af M gasin og har blandt andet optrådt på Arden Digtfestival. Lars Hougaard Clausen er cand.theol. fra Aarhus Universitet og har skrevet en række nye salmer. Sammen med Sleiman Nazzal har Hougaard Clausen udgivet digtsamlingen Øst og vest (2013). Han er endvidere bidragsyder til Halfdanske digte af halvkendte danskere (2015).

## Udgivelser
- Det er ikke let (2015)
- Det er ikke let II (2017)